# Elisenda av Montcada
Elisenda av Montcada , född 1292, död 1364, var en drottning av Aragonien; gift 1322 med kung Jakob II av Aragonien. Elisenda var Aragoniens ställföreträdande regent 1324–1327.

## Biografi
Elisenda av Montcada var dotter till Pedro de Moncada. 
Bröllopet firades i avskildhet i katedralen i Tarragona på juldagen 1322. Hon fick livstids nyttjanderätt av inkomsterna från Burriana, Berga, Torroella de Montgrí, Pals och Tortosa samt den eviga donationen av klostret Pedralbes med dess tillhörigheter. Elisenda beskrivs som klok och djupt religiös, och ägnade sig främst åt att utföra fromma gärningar, gynna kyrkan och agera medlare i familjegräl.
Elisenda av Montcada grundade klostret Pedralbes tillsammans med sin make år 1326, och som änka tillbringade hon resten av sitt liv där. Hon blev aldrig nunna, men utövade stort inflytande över klostrets angelägenheter och styrelse.